# 马勒莫尔 (罗讷河口省)
马勒莫尔（法語：Mallemort，法語發音：[malmɔʁ]）是法国罗讷河口省的一个市镇，属于阿尔勒区。

## 地理
马勒莫尔（43°43'51"N, 5°10'46"E）面积28.16 平方千米，位于法国普罗旺斯-阿尔卑斯-蓝色海岸大区罗讷河口省，该省份为法国东南部沿海省份，北起沃克吕兹省，西接加尔省，南濒地中海，东临瓦尔省。
与马勒莫尔接壤的市镇（或旧市镇、城区）包括：阿兰斯、沙勒瓦勒、塞纳斯、韦尔内格、舍瓦勒布朗、梅兰多勒、皮热。

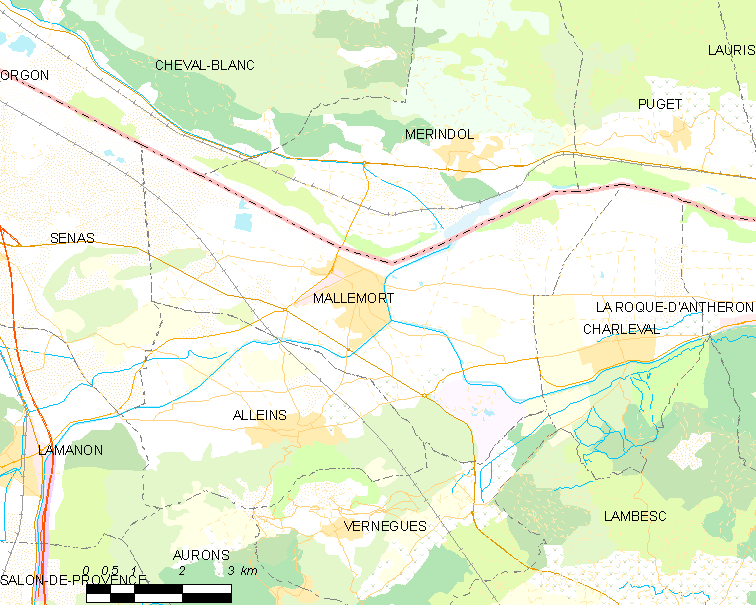
的OSM定位图

马勒莫尔的时区为UTC+01:00、UTC+02:00（夏令时）。

## 行政
马勒莫尔的邮政编码为13370，INSEE市镇编码为13053。

## 政治
马勒莫尔所属的省级选区为佩利萨讷县。

## 人口

1962-2008年间人口变化图示

马勒莫尔于2022年1月1日时的人口数量为6190人。